# 대한건설기계매매협회
대한건설기계매매협회(大韓建設機械賣買協會, Korea Construction Machinery Trade Association)는 건설기계매매업자의 품위보전, 회원 상호간의 협력증진 및 권익보호를 도모하고 중고건설기계매매의 건전한 상거래 질서를 유지하여 거래당사자를 보호하는 한편중고건설기계의 수출을 활성화하여 국내 거래시장형성을 촉진하기 위하여 설립된 법정법인이다. 경기도 고양시 덕양구 충장로 11, 동진프라자 802호에 소재하고 있다.

## 설립 근거
건설기계관리법
협회는 건설기계매매업자의 품위보전,
회원 상호간의 협력증진 및 권익보호를 도모하고
중고건설기계매매의 건전한 상거래 질서를 유지하여
거래당사자를 보호하는 한편중고건설기계의 수출을 활성화하여
국내 거래시장형성을 촉진시킴을 목적으로 함.

## 연혁
- 1993년 6월 11일 건설기계관리법 개정공포 (건설기계매매업자신고 근거마련)
- 1994년 7월 15일 건설기계매매협회설립추진위원회 발족
- 1994년 9월 7일 대한건설기계매매협회설립발기인대회 및 창립총회 개최. 초대 라정현 회장 선임
- 1994년 12월 7일 대한건설기계매매협회 설립인가
- 1997년 3월 10일 대한건설기계매매협회 각시.도지회 설립
- 1998년 3월 17일 제2대 회장 라정현 선임
- 2000년 9월 5일 엄만복 회장직무대행 선임
- 2001년 3월 16일 제3대 엄만복회장(광복건설기계매매상사) 취임
- 2003년 11월 19일 장찬수 회장직무대행 선임
- 2004년 3월 18일 제4대 박복두회장((주)봉래건설기계) 취임
- 2007년 3월 15일 제5대 장찬수회장((주)전진중공업) 취임
- 2010년 3월 24일 제6대 김영석회장(코스모스상사(주)) 취임
- 2013년 3월 26일 제7대 장찬수회장((주)전진중공업)취임
- 2016년 3월 22일 제8대 김형식회장(포천중기매매상사)취임
- 2019년 3월 27일 제9대 하종언회장(김해중기매매상사)취임
- 2022년 4월 6일 제10대 정복남회장(서해특수차건설중기매매상사)취임

## 주요 업무
- 매매업의 발전에 관한 조사, 연구
- 중고건설기계의 가격안정을 도모하기 위한 조사, 연구
- 대한민국 국내시장 활성화를 위한 중고건설기계의 해외수출 추진
- 회원의 경영합리화를 위한 지도, 계몽
- 업계 종사원에 대한 교육훈련
- 매매업 관련제도의 개선을 위한 조사, 연구
- 중고건설기계매매와 관련된 각종 통계의 유지
- 회원간의 분쟁조정 및 중재
- 건설기계와 관련된 국내.외 기관 및 단체와의 상호 정보교류 및 협조
- 거래당사자 보호대책 강구 및 홍보사업
- 정부 지방자치단체 또는 기타 공공단체가 위탁하는 사업
- 기타 협회의 목적달성을 위해 필요하다고 인정되는 사업 및 전 각호의 부대사업

## 같이 보기
- 대한건설기계협회
- 한국건설기계산업협회
- 한국건설기계정비협회